# 若草の頃
『若草の頃』（わかくさのころ、英語: Meet Me in St. Louis, 「セントルイスで会いましょう」の意）は、1944年のアメリカ合衆国のミュージカル映画。監督はヴィンセント・ミネリ、出演はジュディ・ガーランドとマーガレット・オブライエンなど。

## 概要
『ザ・ニューヨーカー』誌に掲載され、後に小説『5135 Kensington 』となったサリー・ベンソンによる短編小説シリーズをアーヴィング・ブレッチャーとフレッド・F・フィンクルホフが映画化。1903年から1904年、セントルイス万国博覧会を控えた時代のアメリカ、セントルイスを舞台に、中流家庭のゆったりとした4つの季節の情景を、美しいカラー映像で描写したミュージカル映画。アメリカでは公開当時、戦争の暗い世相に疲れた人々の心の琴線に触れて大ヒット。現在でもミュージカル映画の枠を超えた、不朽の名作映画の一つに数えられている。
原題の「Meet Me in St. Louis (セントルイスで会いましょう)」は1904年セントルイス万博のテーマソングであり、その他の楽曲も1903年当時の流行歌が主に使われている。その一方でヒュー・マーティンとラルフ・ブレインによって新たに作られた3つのオリジナル曲は、いずれ劣らぬスタンダードナンバーとなった。「The boy next door 」、「The Trolley Song 」、「Have Yourself a Merry Little Christmas 」。特に「Have Yourself a Merry Little Christmas 」はクリスマスソングの定番として今なお歌い継がれている楽曲である。プロデューサーのアーサー・フリードが、映画使用曲のうち1曲を作曲し演奏もしている。
第17回アカデミー賞では4部門のノミネートし、受賞はなかったが、本作を含めた評価でマーガレット・オブライエンがこの年のAcademy Juvenile Award（子役賞）を受賞している。興行的にも『我が道を往く』に続き1944年および1945年の全米興行成績第2位を記録。MGM社にとっても当時『風と共に去りぬ』に次ぐ高い利益をあげたヒット作となった。AFI's 100 Years of Musicalsの10位でもある。
この作品を期に、暖かい家族を描いてアメリカ人のノスタルジーを刺激する映画がブームとなった。日本にも輸入された代表的なものに20世紀フォックス製作の『ステート・フェア』(1945)がある。MGMもジュディ・ガーランドを再度主演に起用して『懐かしき夏の頃』（1949/日本ではビデオ公開）という懐古的作品を製作している。また本作の直接的な続編として『ニューヨークで逢いましょう(Meet Me in New York)』という作品も予定されていたが、こちらは企画倒れとなった。

## ストーリー
万国博を翌年に控え、皆が浮き足立っているような1903年夏のセントルイス。父アロンゾ(レオン・エイムズ)、母アンナ(メアリー・アスター)とローズ(ルシル・ブレマー)、エスター、アグネス、トゥーティの4人娘と長男ロン・ジュニア(ヘンリー・H・ダニエル・ジュニア)が暮らす中流階級のスミス一家。次女エスター(ジュディ・ガーランド)は隣家に住むジョン・トゥルーイット(トム・ドレイク)を想っていたが、彼は彼女に気付かない。ウォーレン・シェフィールド(ロバート・サリー)からのプロポーズを望む長女ローズは彼からの電話を待っていたのだが、ウォーレンは相変わらず煮え切らない。
大学進学で家を離れるロンを壮行するパーティでエスターはようやくジョンと知り合うことができ、全ての客が帰った後に2人きりになると、エスターはジョンに家中のガス灯を消す手伝いを頼み、2人はロマンチックな雰囲気になりかけたが、ジョンの無神経な言葉で台無しとなる。
ハロウィンの日、トゥーティ(マーガレット・オブライエン)は怪我をして帰宅し、ジョンにやられたと語る。隣家へ走ったエスターはジョンに殴りかかり、貶す。エスターが帰宅すると、実はトゥーティとアグネス(ジョーン・キャロル)が危険な悪ふざけをして警察に捕まりそうになったところをジョンに助けられたのだと反省することなく語る。真実を知ったエスターはすぐに隣家のジョンを訪ねて謝罪をし、2人は初めてのキスをする。
季節が過ぎ、ようやく2人が恋人らしくなった頃、エスターの父ジョンに突然ニューヨークへの転勤話が持ち上がり、一家は引越しをすることになってしまう。一家はひどく落胆し、特にローズとエスターは恋愛、友情、学業の計画が全て台無しになることを恐れる。エスターはさらに万国博覧会に行くことができなくなることを残念がる。
クリスマス・イヴに舞踏会が催される。エスターは、ジョンが仕立て屋の閉店時間までに間に合わずにタキシードを受け取れず、エスターを舞踏会に連れて行けなくなったことに落ち込む。そんなエスターを祖父(ハリー・ダヴェンポート)が代わりに舞踏会に連れて行くこととなる。会場でエスターは初めて会ったルシル・バラッド(ジューン・ロックハート)をローズのライバルと思い込み、偽のダンス・カードを渡そうとする。しかし、ルシルがロンに興味を示したため、ルシルに渡そうとしたカードではなく自分のカードを渡し、エスターは偽のカードに記入した器量の悪いパートナーと踊らなくてはならなくなる。祖父に助けられたエスターは、なんとかタキシードを手に入れて現れたジョンに喜び、その後2人はずっと一緒に踊り続ける。その後ジョンはエスターにプロポーズをし、エスターはこれを受け入れる。
エスターが帰宅するとトゥーティはまだ起きていた。エスターの歌う『Have Yourself a Merry Little Christmas 』でトゥーティは心をさらけ出し、数日後に控えた転居への落胆から階下に下りて寒い冬の夜に外に出ると、昼間皆で作成した家族の雪だるまを次々と壊していく。父は2階の窓からこれを見ていた。
父は転居が家族に多大な影響を及ぼすことをようやく悟ると、転居を取りやめにする。そこにウォーレンが突然やって来て、ローズにプロポーズしてそのまま出て行き、これが家族の前で2人の結婚が明らかになった初めての瞬間となる。こうして家族全員が万国博覧会に行くことができるようになる。
万国博覧会での夜、スミス一家と将来の婿や子どもたちの恋人を含み、会場中央にあるグランド・ラグーンに無数の光が灯されるのを皆で眺める。

## キャスト
※括弧内は日本語吹替（初回放送1975年6月9日『月曜ロードショー』）
- エスター・スミス: ジュディ・ガーランド（杉山佳寿子） - スミス家の次女。
- トゥーティ・スミス: マーガレット・オブライエン（松島みのり） - スミス家の四女（末っ子）。
- アンナ・スミス: メアリー・アスター（前田敏子） - エスターたちの母親。
- ローズ・スミス: ルシル・ブレマー（英語版）（弥永和子） - スミス家の長女。
- ジョン・トゥルーイット: トム・ドレイク（英語版）（田中秀幸） - スミス家の隣家の青年。
- ケイティ: マージョリー・メイン - スミス家のメイド。
- アロンゾ・スミス: レオン・エイムズ（藤本譲） - エスターたちの父親。スミス家の家長。弁護士。
- 祖父: ハリー・ダヴェンポート - エスターたちの祖父。ご隠居。
- アロンゾ・スミス・ジュニア(ロン): ヘンリー・H・ダニエルズ・ジュニア - スミス家の長男。
- ルシル・バラッド: ジューン・ロックハート - ロンの恋人。
- アグネス・スミス: ジョーン・キャロル（英語版） - スミス家の三女。
- ダーリー大佐: ヒュー・マーロウ - ローズが偶然に出会った紳士。
- ウォーレン・シェフィールド: ロバート・サリー - ローズの恋人。
- ミスター・ニーリー: チル・ウィルス - トゥーティがなついている氷売りの男。

## 音楽
クレジットには出ていないが、アソシエイト・プロデューサーでもあるロジャー・イーデンスが音楽を担当。コンラッド・サリンジャーの楽団をジョージ・ストールが指揮した。いくつかの曲はセントルイス万国博覧会の使用曲またはその時代の曲を用い、それ以外はこの映画のために作曲された。
- Meet Me in St. Louis, Louis (1904年) - ケリー・マイルス、アンドリュー・B・スターリング作曲
- The Boy Next Door (1944年) - ヒュー・マーティン、ラルフ・ブレイン作曲、ジュディ・ガーランド演奏
- Skip to My Lou (1944年) - 民謡『ヤンキードゥードゥル』の一部を基にヒュー・マーティン、ラルフ・ブレイン作曲
- I Was Drunk Last Night - マーガレット・オブライエン演奏
- Under the Bamboo Tree (1902年) - ロバート・コール、ジョンソン・ブラザーズ作詞作曲、ジュディ・ガーランド、マーガレット・オブライエン演奏
- Over the Banister (1944年) - コンラッド・サリンジャーにより編曲された19世紀のメロディ、1888年のエラ・ホイーラー・ウィルコックスによる詩『Over the Banisters 』による歌詞からロジャー・イーデンスが編曲。ジュディ・ガーランド演奏
- The Trolley Song (1944年) - ヒュー・マーティン、ラルフ・ブレイン作曲、ジュディ・ガーランドおよびコーラス演奏
- You and I - ナシオ・ハーブ・ブラウン、アーサー・フリード作曲、アーサー・フリード、D・マーカスの歌唱によりレオン・エイムズ、メアリー・アスターの吹き替え
- Goodbye, My Lady Love, (インストゥルメンタル、1904年) - ジョセフ・E・ハワード作曲
- 茶色の小瓶 Little Brown Jug (インストゥルメンタル、1869年) - ジョセフ・ウィナー作曲
- Down at the Old Bull and Bush (インストゥルメンタル、1903年) - ハリー・ヴァン・ティルザー作曲
- 埴生の宿 Home! Sweet Home! (インストゥルメンタル、1823年/1852年) - ヘンリー・ビショップ作曲
- オールド・ラング・サイン Auld Lang Syne (インストゥルメンタル)
- 牧人ひつじを The First Noel (インストゥルメンタル)
- Have Yourself a Merry Little Christmas (1944年) - ヒュー・マーティン、ラルフ・ブレイン作曲、ジュディ・ガーランド演奏。ヒュー・マーティンによる当初の歌詞は、第二次世界大戦の兵士の戦いに言及したものであった。ジュディ・ガーランドがマーガレット・オブライエンに歌うには意味が重すぎるとしたため、彼は歌詞を変更した。フランク・シナトラがダウンビートでカバーした際にさらなる改変が施され、この版が最も広く認知されている。

## 受賞歴
アカデミー賞の撮影賞、作曲賞、歌曲賞(ラルフ・ブレイン、ヒュー・マーティンによる『The Trolley Song 』)、脚色賞にノミネートされ、『若草の頃』を含むいくつかの映画に出演したマーガレット・オブライエンがアカデミー子役賞を受賞。
1994年、アメリカ議会図書館により重要文化映画とみなされ、アメリカ国立フィルム登録簿に認定された。
アメリカン・フィルム・インスティチュートはミュージカル映画ベストで『若草の頃』を第10位に、アメリカ映画主題歌ベスト100で『The Trolley Song 』を第26位に、『Have Yourself a Merry Little Christmas 』を第76位に位置付けした。

## 派生作品
- 1959年、テレビ・リメイク版『Meet Me in St. Louis 』 - ジェーン・パウエル、ジーン・クレイン、パティ・デューク、ウォルター・ピジョン、エド・ウィン、タブ・ハンター、マーナ・ロイ出演、ジョージ・シェイファー監督。ブレッチャーとフィンクルホフによるオリジナル脚本を使用。
- 1966年、テレビ・リメイク版『Meet Me in St. Louis 』 - ミュージカルではない。シェリー・フェブレイ、セレステ・ホルム、ラリー・メリル、ジュディ・ランド、 リタ・ショウ、モーガン・ブリタニー出演、アラン・D・コートニー監督、原作者サリー・ベンソン自身の脚本。連続ドラマのパイロット版が作成されたが、ネットワークで放送されることはなかった。2004年、2枚組DVDとして発売された。
- 1989年、ブロードウェイ・ミュージカル『Meet Me in St. Louis 』 - 映画を基に、いくつかの曲を追加して製作されたミュージカル。

1993年9月にカナダのオンタリオ州アマーストバーグにあったボブロ・アマースト・パークに、閉園するまでこの映画で使用された19世紀のヴィンテージのメリーゴーラウンドが展示されていた。解体され、一般の収集家に売却された。

## 他の作品への登場
- 2005年、『幸せのポートレート』 - エスターとジョンのダンス・シーン、エスター(ジュディ・ガーランド)が歌う『Have Yourself A Merry Little Christmas 』のシーンが登場。

## 備考
- 監督のヴィンセント・ミネリと主演のジュディ・ガーランドはこの作品がきっかけで1945年に結婚した。
- DVDの音声解説で当時66歳のマーガレット・オブライエンが出演している。
- この映画が出るまで、テクニカラーは照明が無いと上手く映らないと思われていたが、この映画のハロウィーンシーンがきっかけで暗い場面の撮影がされるようになった。
- 四姉妹のうち三女のアグネスは、この映画の原作の雑誌短編小説を書いたサリー・ベンソン自身がモデルであり、彼女の少女時代の実体験が本作の題材となっている。なお原作では結末が映画とは違い、一家は本当にニューヨークへ引越してしまうため、セントルイス万国博を見ることはできない。